# الکسی پرودنیکوف
الکسی پرودنیکوف (روسی: Алексей Павлович Прудников؛ زادهٔ ۲۰ مارس ۱۹۶۰) بازیکن سابق فوتبال اهل اتحاد جماهیر شوروی سوسیالیستی است.
از باشگاه‌هایی که در آن بازی کرده‌است می‌توان به باشگاه فوتبال سارایوو، باشگاه فوتبال تورپدو مسکو، باشگاه فوتبال اسپارتاک مسکو، باشگاه فوتبال دینامو مسکو و باشگاه فوتبال چونبوک هیوندای موتورز اشاره کرد.